# Euphyia trajectata
Euphyia trajectata là một loài bướm đêm trong họ Geometridae.